# Brigitte Struzyk

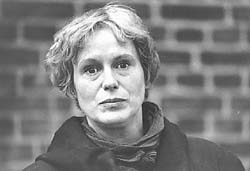
Brigitte Struzyk (1993, Berlin)

Brigitte Struzyk (* 2. April 1946 in Steinbach-Hallenberg, Thüringen als Brigitte Kraft) ist eine deutsche Schriftstellerin.

## Leben
Brigitte Struzyk ist eine Tochter des Musikwissenschaftlers Günther Kraft. Sie wuchs in Weimar auf, machte dort 1964 ihr Abitur und absolvierte anschließend eine Ausbildung zur Agrartechnikerin. Danach war sie Volontärin an den Städtischen Bühnen in Zwickau. Von 1965 bis 1969 studierte sie Theaterwissenschaft an der Theaterhochschule „Hans Otto“ in Leipzig. Nachdem sie dort ihr Diplom erworben hatte, arbeitete sie als Dramaturgin und Regieassistentin am Gerhart-Hauptmann-Theater in Görlitz und Zittau. Von 1970 bis 1982 war sie Lektorin im Aufbau-Verlag, anfangs in Weimar und ab 1976 in Ost-Berlin, wo sie im Stadtteil Prenzlauer Berg lebte und mit befreundeten Autorinnen des gleichen Geburtsjahrgangs die Gruppe 46 bildete, die bis 1979 bestand. Von 1982 bis 1990 war Brigitte Struzyk freie Schriftstellerin. Nach der Wende war sie von 1990 bis 1998 als persönliche Referentin im Baudezernat des Berliner Bezirks Pankow für die Öffentlichkeitsarbeit zuständig. Seit 1998 ist sie wieder freie Schriftstellerin.
Brigitte Struzyk, die seit 1991 Mitglied des PEN-Zentrums Deutschland ist, erhielt 1991 den Lion-Feuchtwanger-Preis, 1992 eine Ehrengabe der Deutschen Schillerstiftung, 2001 ein Stipendium des Internationalen Künstlerhauses Villa Concordia, 2003 ein Stipendium des Künstlerhauses Edenkoben. 2004 war sie Stadtschreiberin zu Rheinsberg.

## Werke
- 1978: Poesiealbum Brigitte Struzyk, Berlin
- 1984: Leben auf der Kippe, Berlin u. a.
- 1988: Blindband, Berlin
- 1988: Caroline unterm Freiheitsbaum, Berlin u. a.
- 1989: Der wild gewordene Tag, Berlin u. a.
- 1994: In vollen Zügen, Berlin u. a.
- 1995: Rittersporn. Gedichte. Mit Katharina Kranichfeld (Radierungen). Edition Mariannenpresse, Berlin 1995. ISBN 3-922510-83-3.
- 2001: Zugzwang, Bamberg
- 2011: Das backsteinfressende Moos, Berlin
- 2011: alles offen, Hamburg
- 2012: Drachen über der Leninallee, Hamburg
- 2019: was immer, Schöneiche bei Berlin
- 2024: Gegengewichtshebewerk. Gedichte. roughbooks, Schupfart 2024. ISBN 978-3-907369-29-6.

als Herausgeberin
- 1973: Frank Wedekind: Greife wacker nach der Sünde, Berlin u. a. (herausgegeben zusammen mit Antonie Günther)
- 1975: Smoking braucht man nicht, Berlin u. a. (herausgegeben zusammen mit Antonie Günther)
- 1978: F. C. Weiskopf: Das Eilkamel. Reiseberichte, Berlin u. a.
- 1988: Friedrich Wolf: Auf wieviel Pferden ich geritten …, Berlin u. a. (herausgegeben zusammen mit Emmi Wolf)
- 1991: Elke Erb: Nachts, halb zwei, zu Hause, Leipzig
- 1997: Was über dich erzählt wird, Berlin (herausgegeben zusammen mit Richard Pietraß)
- 2013: Fremde Heimat, Texte aus dem Exil, Berlin (herausgegeben zusammen mit Christa Schuenke)

Übersetzungen
- 2003: Maruša Krese: Yorkshire-Tasche, Klagenfurt u. a.
- 2010: Sergei Jessenin: Anna Snegina, Moskau u. a. (zwölfsprachige Auflage)